# Malacosoma neustria
Livrée des arbres
Espèce
La Livrée des arbres (Malacosoma neustria) est une espèce de lépidoptères (papillons) de la famille des Lasiocampidae, sous-famille des Malacosominae et du genre Malacosoma. 

## Description
Les chenilles sont longues de 45 mm au maximum. Le corps est bleu clair, avec des poils roux, une ligne blanche centrale, des lignes latérales noires et rouges. La tête bleue est ponctuée  de deux taches noires. 

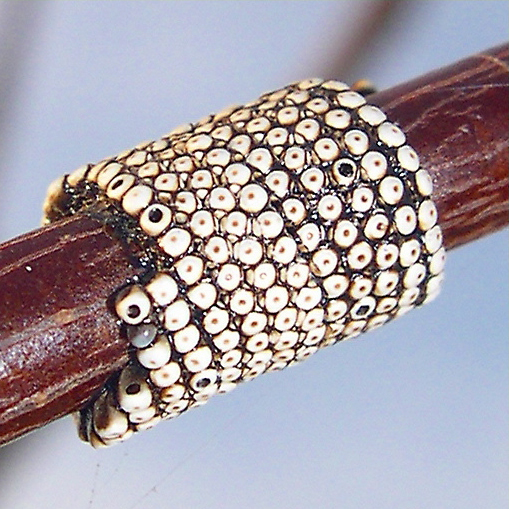
Les œufs sont pondus en anneau autour d'un rameau nourricier.
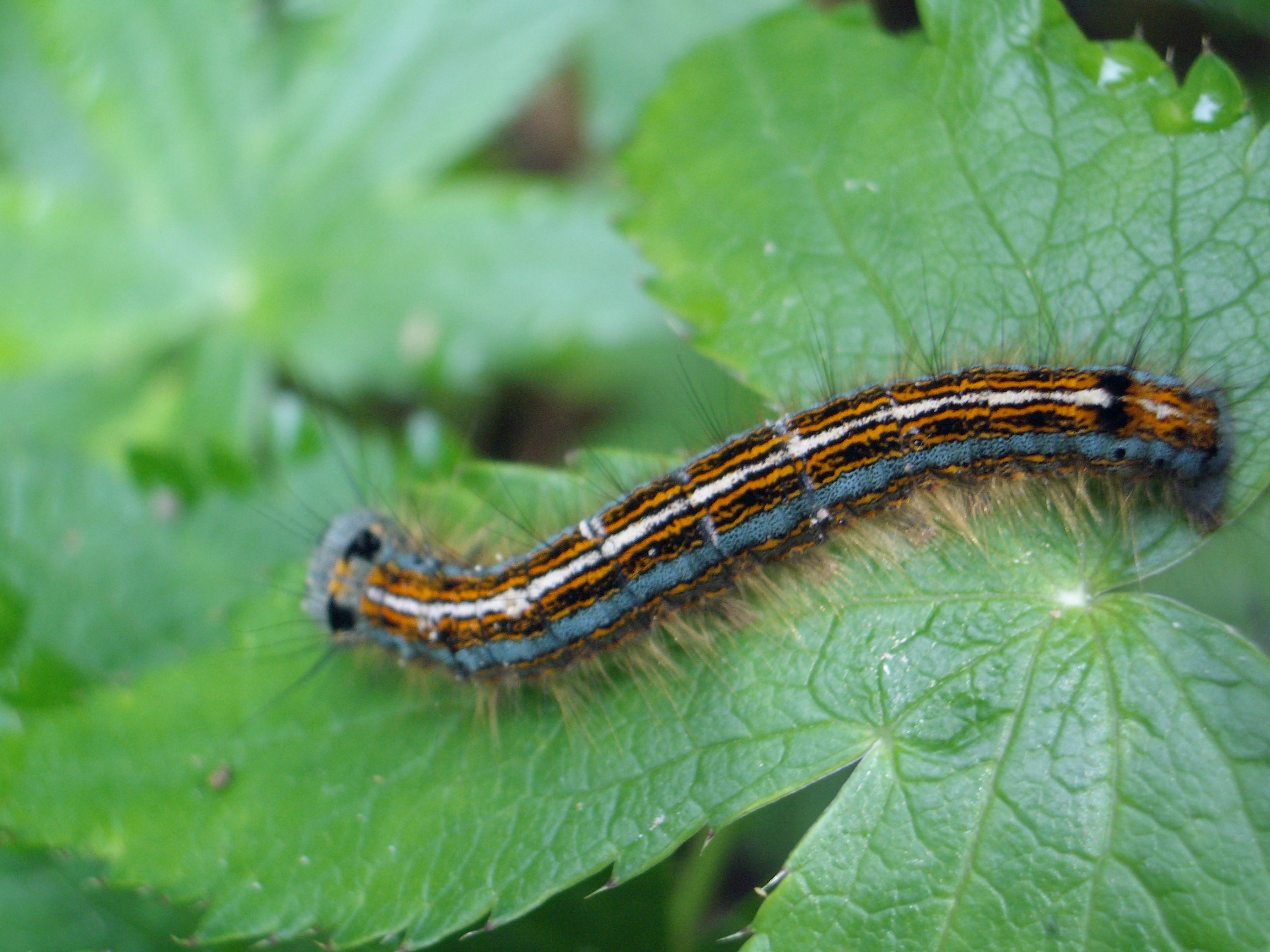
Les chenilles de Malacosoma neustria sont brunes à rayures bleues, orange et blanches.

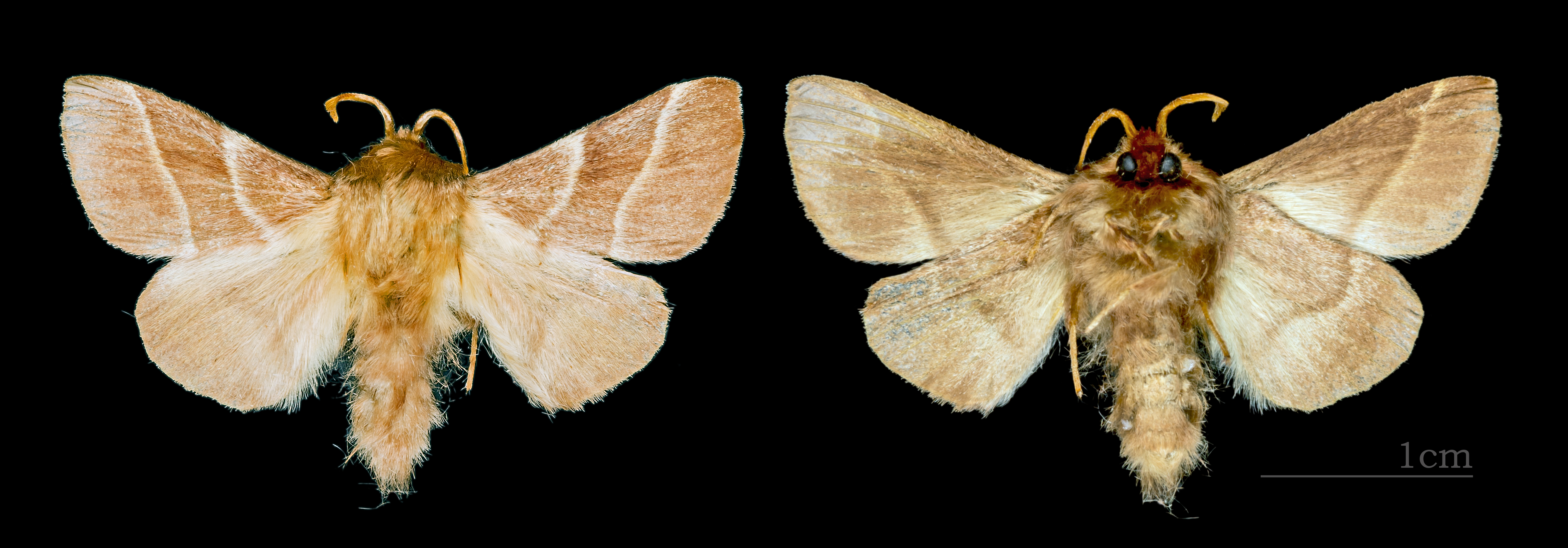
Les deux faces d'un mâle - Muséum de Toulouse
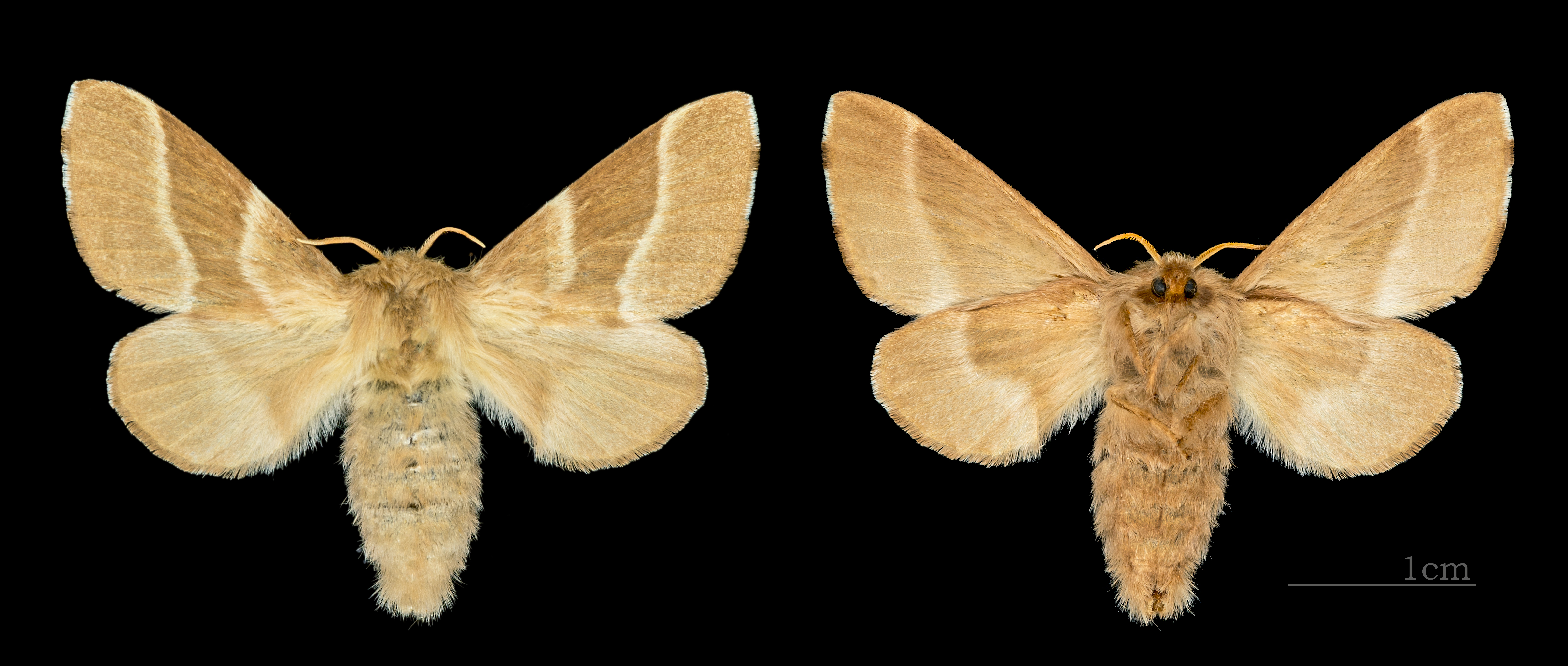
Les deux faces d'une femelle - Muséum de Toulouse

Envergure du mâle : de 11 à 15 mm.

## Cycle de vie
La période de vol s'étend de juin à septembre. Les œufs sont pondus en cercles formant des manchons autour de branches fines; ils éclosent de mai à juin. Les chenilles vivent le plus souvent dans des tentes de soie accrochées aux branches. Elles se nymphosent en pupes individuelles.

### Alimentation
Les plantes-hôtes sont divers arbres fruitiers et forestiers: l'aubépine, le prunelier, les pommiers, les saules et d'autres arbres à feuilles caduques.
Une fois adulte, les livrées s'alimentent peu ou pas du tout.

## Répartition et Habitat
Répartition
Les régions paléarctiques.
Habitat
Les forêts et vergers jusqu’à 1 600 m.

## Systématique
L'espèce Malacosoma neustria a été décrite  par le naturaliste suédois Carl von Linné en 1758.

### Noms vernaculaires
La livrée des arbres (Elle doit son nom à sa jolie livrée) ; ou bombyx à livrée ou bombyx neustrien.

## Malacosoma neustriaet l'Homme
Les livrées sont souvent considérées comme des ravageurs nuisibles à cause de leur voracité pouvant aller jusqu'à la défoliation totale des arbres attaqués.